# Haplopelma minax
Haplopelma minax là một loài nhện trong họ Theraphosidae.
Loài này thuộc chi Haplopelma. Haplopelma minax được Tord Tamerlan Teodor Thorell miêu tả năm 1897.